# Rayman M
Rayman M (w Stanach Zjednoczonych pod tytułem Rayman Arena) – francuska gra wyścigowa wydana przez Ubisoft. Rayman M to spin-off popularnej gry platformowej Rayman 2: The Great Escape.

## Rozgrywka
W grze istnieją dwa rodzaje rozgrywki:
- Wyścig – obejmuje po 4 misje na danym torze:
  - Trening – nie obowiązkowy, służy do przetestowania toru dla gracza, odkrycia dróg, i pobicia rekordów okrążenia.
  - Wyścig – gracz ściga się z trzema postaciami z gry, jego zadaniem jest dotarcie jako pierwszy do mety. Są 3 okrążenia do wykonania. Wykonanie trzech wyścigów w każdej lidze odblokowuje wyścigi w następnej lidze.
  - Popolopoi – trzeba wykonać 3 okrążenia tak, aby czas się nie skończył. Na początek gracz dostaje 20 sekund, lecz dodatkowy czas można zdobyć przez strzelanie do motyli.
  - Lumki – gracz ściga się z jedną z postaci. Oprócz wykonania 3 okrążeń i dobiegnięciu do mety jako pierwszy, gracz musi zebrać daną liczbę lumków (można zyskać też bonus w postaci +5 lumków).
- Bitwa – obejmuje 3 zadania na każdym polu bitewnym:
  - Kto pierwszy – polega na jak najszybszym zebraniu 5 śnieżnych kul. Można zamrozić albo zostać zamrożonym przez przeciwnika na krótki moment, jako przeszkodę w zdobyciu kuli.
  - Walka na lumki – polega na zdobyciu 5 punktów. Żeby zdobyć punkt, należy zabić przeciwnika bronią wziętą z generatora. Jest ok. 10 rodzajów broni, które różnie odbierają punkty życia. Każda postać ma 5 punktów życia, usunięcie wszystkich powoduje śmierć, a co za tym idzie: punkt dla winowajcy śmierci.
  - Złap muchę – trzeba zabrać muchę od przeciwnika lub od miejsca jej przebywania i jak najdłużej ją przy sobie mieć. Przeciwnicy będą strzelać, by odebrać muchę. W razie trafienia, mucha przechodzi do przeciwnika. Za utrzymanie muchy w danym czasie jest 1 punkt. Zdobycie 10 punktów powoduje wygraną.

## Postacie
W Rayman M występują postacie z gry Rayman 2. Do wyboru jest osiem postaci (z czego 3 do odblokowania). Niektóre z nich mają ukryte kostiumy – w sumie w grze występuje dwadzieścia różnych ubrań. Pod względem szybkości, siły, celności i innych cech fizycznych postacie niczym się nie różnią.
- Rayman – główny bohater wszystkich gier serii (nie ma dodatkowego kostiumu).
- Brzytwobrody – główny przeciwnik drugiej części gry, lider Robo-piratów (nie ma dodatkowego kostiumu).
- Globox – największy przyjaciel Raymana (do odblokowania trzy kostiumy).
- Pomocnik 800 – pirat, który w drugiej części gry występuje masowo jako przeciwnik (do odblokowania trzy kostiumy).
- Tinsy – małe magiczne stworki, zamieszkujące świat Raymana (do odblokowania trzy kostiumy).
- Pomocnik 1000 – starsza wersja Pomocnika 800, występująca tylko w wersjach wyścigowych (postać do odblokowania wraz z trzema kostiumami).
- Tily – jedna z magicznych wróżek, pojawiająca się tylko w grach wyścigowych (postać do odblokowania, nie ma dodatkowego kostiumu).
- Brzytwobrodowa – żona Brzytwobrodego, występująca tylko w grach wyścigowych (postać do odblokowania, nie ma dodatkowego kostiumu).
- Dark Rayman – „mroczna” wersja Raymana, będąca odpowiednikiem „Bad Raymana” z pierwszej części gry; występuje tylko w „Rayman Arenie” w wersjach na Xboxa i GameCube (postać do odblokowania, nie ma dodatkowego kostiumu).
- Dark Globox – „mroczna” wersja Globoxa, występująca tylko w „Rayman Arenie” w wersjach na Xboxa i GameCube (postać do odblokowania wraz z jednym kostiumem).

## Rayman Rush
W 2002 została wydana wersja gry na konsolę PlayStation. „Rayman Rush” i „Rayman M” w zasadzie nie różnią się od siebie zbytnio, z wyjątkiem słabszej grafiki i konwersji „Raymana Rush”, co było spowodowane ograniczonymi możliwościami konsoli.

### Różnice i podobieństwa
- Tinsy zostały zastąpione przez postać Globbete – kobiecej wersji Globoxa, która przez większość fanów mylnie uważana jest za żonę Globoxa – Uglette.
- Intro „Raymana Rusha” jest identycznie jak to w „Raymanie M”, tylko wycięto sceny z Tinsami i zmieniono logo.
- W każdym trybie rozgrywki postacie są wyposażone w lodowe pociski, które zamrażają przeciwników na ok. 5 sekund. W „Raymanie M” w nie każdym trybie było to dostępne.
- W „Raymana Rush” może grać maks. 2 osób, a w „Raymana M” – więcej.
- Wszystkie postacie mają jeden kostium w przeciwieństwie do „Raymana M”, gdzie do kilku postaci są ukryte kostiumy.
- Tak samo jak w „Raymanie M”, Brzytwobrody nie posiada gałek ocznych.
- W intrze jest inna muzyka.

### Dubbing
Osoby, które wzięły udział w dubbingu to:
- Lee Delong
- Jodie Forrest (jako Joddie Forrest)
- David Gasman
- Joe Sheridan (jako Joseph Sheridan)
- Ken Starcevic